# Ligne de Besançon-Viotte à Vesoul
La ligne de Besançon-Viotte à Vesoul est une ligne ferroviaire française à écartement standard à voie unique partiellement électrifiée de la région Franche-Comté. Elle a été mise en service le 22 juillet 1872. Elle est partiellement déclassée.
Elle constitue la ligne 856 000 du réseau ferré national.

## Historique
Une convention signée le 4 juillet 1860 entre le ministre des Travaux Publics et la Compagnie des chemins de fer de Paris à Lyon et à la Méditerranée concède à cette dernière une ligne « de Vesoul à Besançon ». Elle est approuvée par une loi le 1er août suivant.
Un décret impérial du 1er février 1862 déclare d'utilité publique la ligne de Vesoul à Besançon.
Un décret du 14 décembre 1865 autorise la construction de l'infrastructure pour une voie unique au lieu de la double voie initialement prévue.
Mise en service le 22 juillet 1872 et à voie unique à ses débuts, elle est mise en double voie de Besançon à Miserey le 25 octobre 1880 et de Miserey à Vesoul le 28 mars 1881.
Elle repassera à voie unique sur tout son parcours en 1941. En 1950, deux trains de voyageurs se percutent à proximité de Moncey, laissant huit morts et dix-sept blessés.

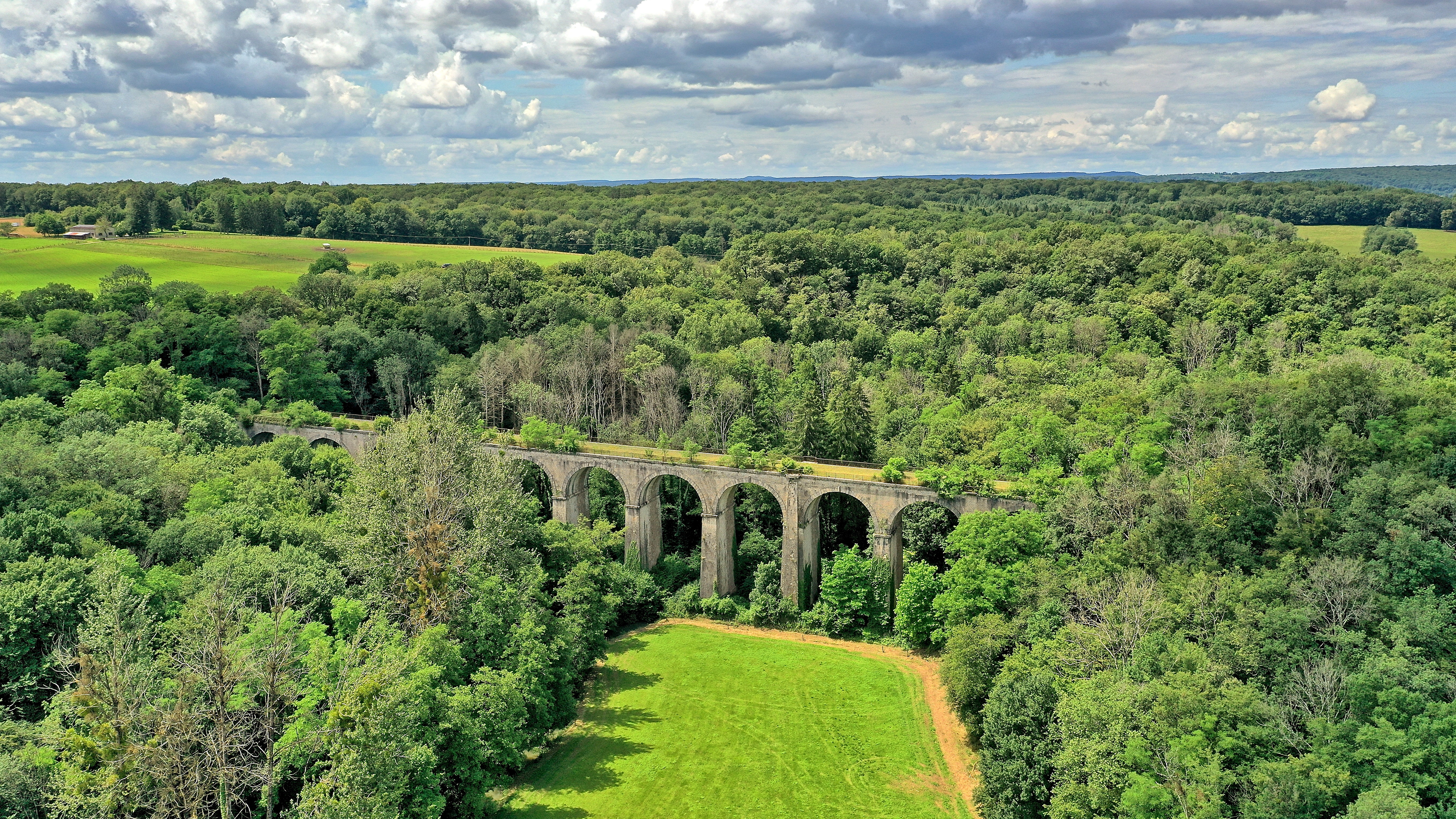
Le viaduc de l'ancienne ligne sur la vallée de la Corcelle près de Rigney.

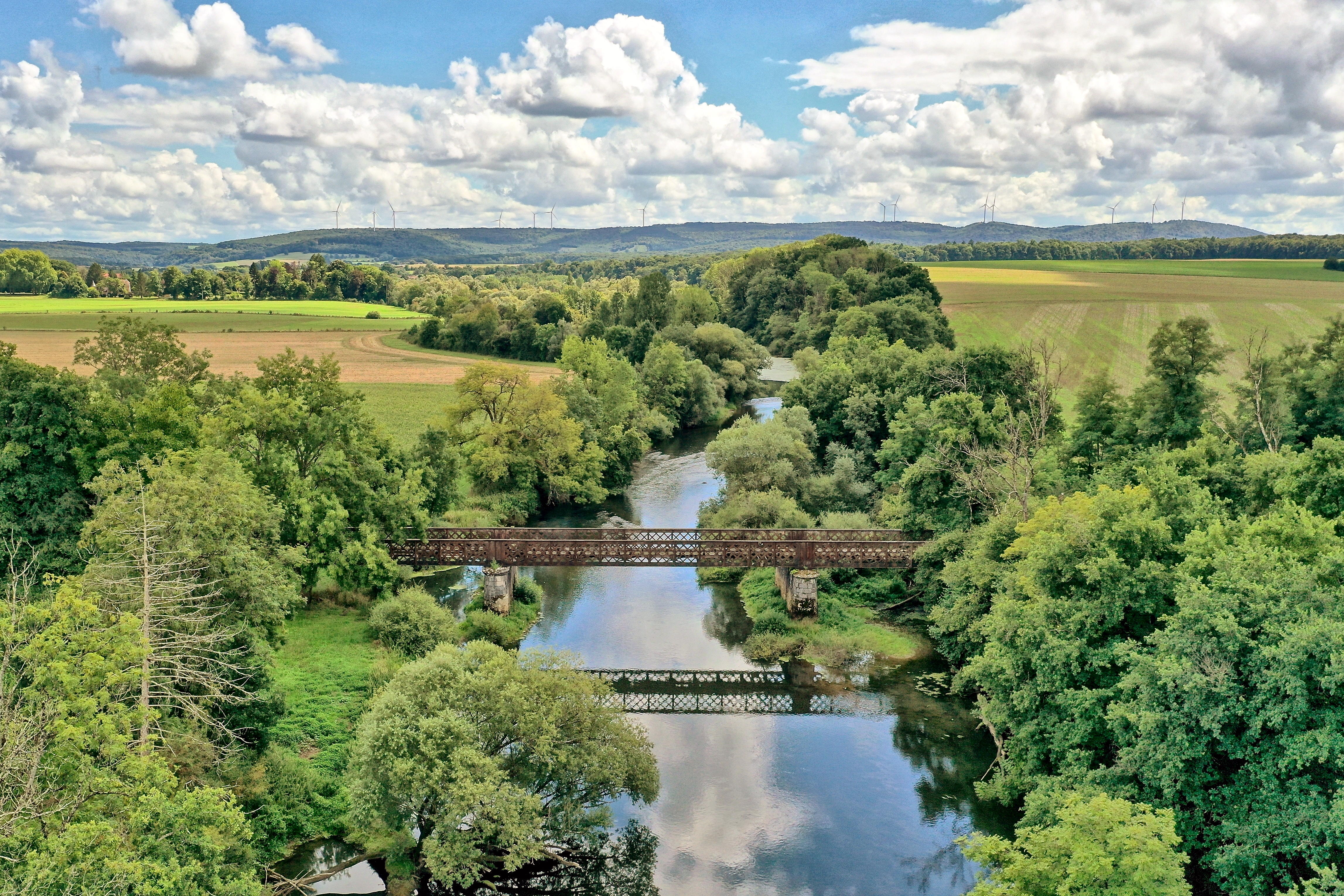
Le pont de l'ancienne ligne sur l'Ognon.

Elle est fermée aux voyageurs le 11 mai 1959.
La fermeture aux marchandises débute le 11 mai 1959 sur la section Rigney - Loulans-les-Forges, puis le 3 novembre 1969 de Devecey à Rigney, puis le 16 décembre 1973 de Montbozon à Vesoul, et enfin le 31 mai 1987 de Loulans-les-Forges à Montbozon à la suite de la fermeture simultanée de la ligne de Montbozon à Lure desservant cette section.
La section de Devecey à Loulans-les-Forges (PK 419,300 à 439,900) est déclassé par décret le 14 janvier 1972.
La ligne a été partiellement retranchée du réseau ferré national (section à Vesoul, des PK 468,579 à 469,344) par décret le 12 février 2001. 
Une expérimentation des autorails De Dietrich a eu lieu sur la ligne en 1935.
En 1980, la section de Fontenois-lès-Montbozon à Vesoul est transformée en voie verte le Chemin vert. La section Devecey à Moncey est aménagée en chemin vert et est en cours de prolongation jusqu'à Rigney.
À la suite des travaux de la LGV Rhin-Rhône et pour établir un lien et la desserte à partir du 11 décembre 2011 par les TER Franche-Comté de la gare de Besançon-TGV depuis la gare de Besançon-Viotte, la section de Besançon-Viotte à Devecey a subi d'importants travaux de mise aux normes.
À la demande d'Alain Joyandet, maire de Vesoul, une étude a été lancée en 2009 pour envisager une nouvelle liaison ferrée entre Vesoul et la gare de Besançon-TGV.
Outre la desserte de Besançon et sa gare TGV, il y avait l'ambition de voir  passer les TGV Lorraine-Méditerranée par la préfecture de la Haute-Saône. Mais une étude exploratoire a montré que le raccordement de la Lorraine à la LGV Rhin-Rhone par Lure revenait plus de deux fois moins cher que par Vesoul et c'est ce tracé qui a été retenu par les services de l'État.

## État actuel de la section Devecey - Besançon

### Chronologie de la réouverture
- De l'été 2008 au printemps 2009 travaux préparatoires[13]
- Du printemps 2009 à l'automne 2010 travaux de génie civil sur plateforme, tracé, murs de soutènement, ponts et tunnels[13]
- De l'été 2010 à l'été 2011 réalisation équipement ferroviaire et liaison entre les deux gares (infrastructure, voie, signalisation, caténaire, communications)[13]
- De l'été 2011 à septembre 2011 mise en service et essais de la ligne[13]
- Le 11 décembre 2011 mise en service commercial[13]

### La nouvelle infrastructure

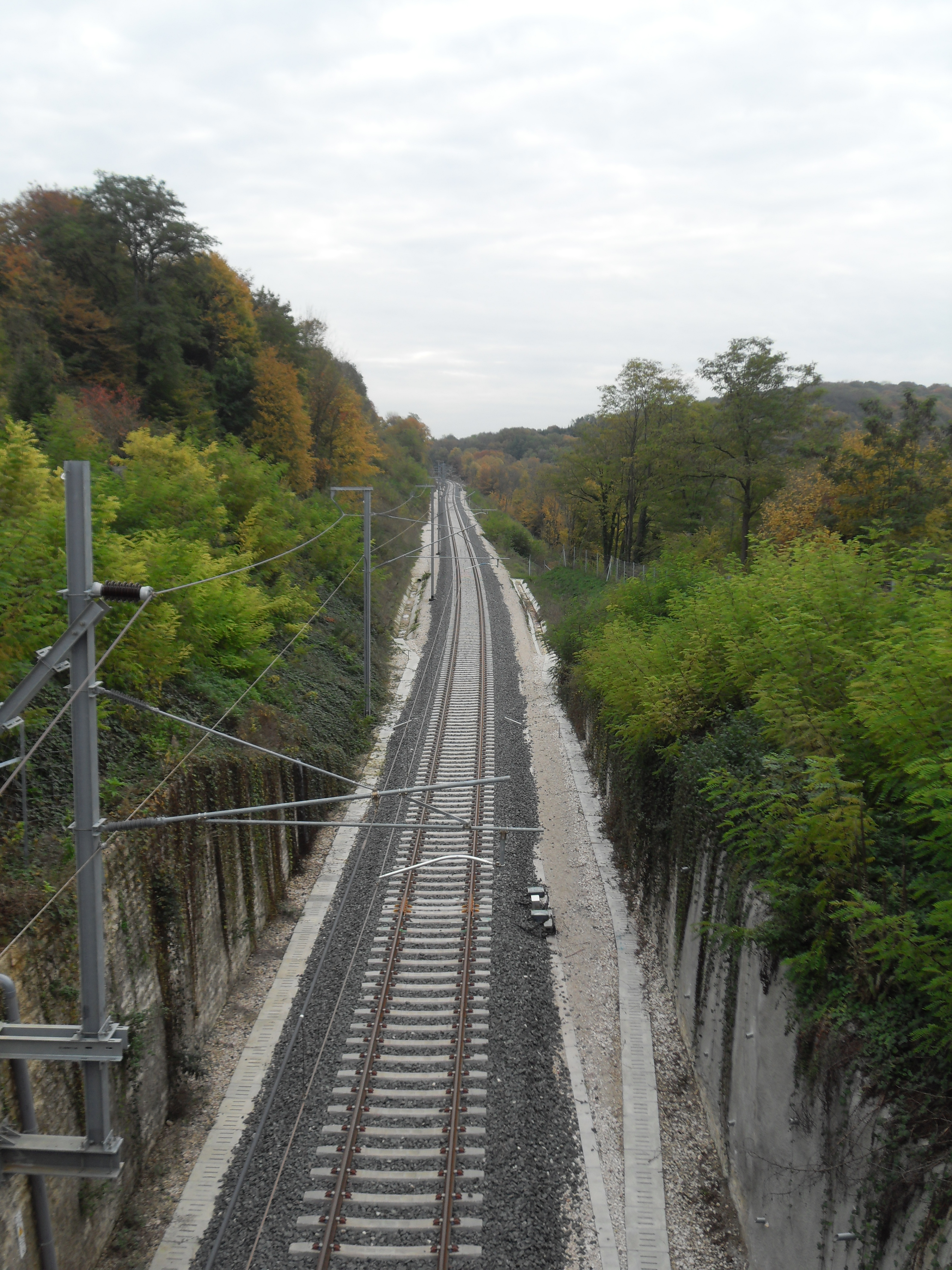

Les travaux d'infrastructure,, comprenaient la mise à voie unique avec dépose de la voie et du ballast et reprise complète de la plateforme. Les ouvrages d'art tels que les murs, ponts et tunnels furent repris et consolidés. À Besançon, le pont de sortie de gare fut rallongé de 5 mètres à 18 mètres à la suite de la demande de la commune. Deux passages à niveau furent supprimés, un passage souterrain remplaçant celui de Miserey. On réfectionna les abords avec des plantations et la pose de  clôtures.
Enfin on créera trois haltes ferroviaires pour le TER Franche-Comté,:
- Gare de Besançon - Portes de Vesoul, Chemin de la combe noire, près de la sortie 55 de la rocade de contournement de Besançon(47° 15′ 46″ N, 6° 00′ 28″ E). Elle s'inscrit dans le projet de développement de la de "Zone d'activité des Portes de Vesoul"[17].
- Gare d'École-Valentin, sur la commune de École-Valentin au sud de la ZAC Valparc
- À Miserey-Salines près de la halte-garderie.

L'alimentation en énergie, fut réalisée depuis la sous-station de Besançon jusqu'à la LGV, en souterrain sous la voie de la ligne, puis en empruntant le tracé de l'ancienne ligne vers Marnay et, suivant le même mode, à partir du réseau électrique principal RTE à 225 000 volts. On construisit une sous-station électrique, prise en compte dans le budget de la LGV Rhin-Rhône, pour l'alimentation de la caténaire en 25 kV 50 Hz de la ligne et des 2/3 de la LGV Rhin-Rhône de Villers-les-Pots à Cubrial.
Pour la voie,, on a dû installer 10,4 kilomètres de voie unique composée de traverses en béton, de Rails LRS et 35 000 tonnes de ballast. 7 appareils de voie furent installés pour réaliser 2 voies d’évitement de 800 mètres à Miserey-Salines et Ecole-Valentin et les raccordements à la LGV par l'Est en direction de la gare de Mulhouse-Ville et l'Ouest en direction de la gare de Besançon-TGV et de la gare de Dijon-Ville.
Pour la caténaire, on planta 427 poteaux et on installa du fil de cuivre (câble porteur et conducteur).
La signalisation, comprend 23 signaux, 3 mâts de télécommunication GSM-R, (deux à Besançon (près de la gare et près de la sous-station) et le troisième à École-Valentin (à proximité de l’A36)), et 3 postes de signalisation construits à École-Valentin, Miserey-Salines et Geneuille.
Sur cette section de ligne est installé un poste à commande informatisé type PIPC 2006 de l'industriel THALES. Ce poste d'aiguillage est en relation avec le poste informatisé type SEI de la ligne à grande vitesse, ainsi qu'avec un poste de technologie identique (PIPC 2006) situé en gare de Besançon Viotte.

### Exploitation

#### TGV et TER
4 aller retour Paris-Lyon Besançon-Viotte circulent en direction de la gare de Besançon-Viotte qui conservera également ses 5 TGV quotidiens (un aller retour passe par Dole-Ville), Les TER Franche-Comté assurent 15 navettes quotidiennes reliant les deux gares. Le temps de parcours en train entre Besançon-Viotte et Besançon TGV est estimé à 14 minutes, avec des vitesses de circulation de 100 km/h ou 130 km/h,,.

#### Fret
Une liaison fret en traction diesel devait circuler entre Besançon-Viotte et Devecey. Mais la voie jusqu'à cette commune n'a jamais été reconstruite, et le transport de ferraille depuis l'entreprise sise vers l'ancienne gare de Devecey est passé au tout camion.
L'exploitation de la ligne sera gérée par le poste de commande centralisée de Dijon (PCC) qui commandera le nouveau poste à commande informatisé type PIPC 2006 (PIPC 2006) de Besançon-Viotte.

### Article externe
- La voie verte: le chemin vert